# Oscar A.C. Lund
Oscar A.C. Lund va ser un director, guionista i actor de cinema mut suec que emigrà als Estats Units i que durant la dècada dels anys 1910 va tenir reconeixement en les tres facetes.

## Biografia
Oskar August Konstantin Lund va néixer a Suècia a finals del segle xix fill d'una actriu i de Carl Ludwig Lund (1858-1893) un reputat director de teatre al seu país. Les fonts consultades indiquen diferents dates i llocs de naixença: la data de naixença varia entre 21 de maig de 1885, i l'onze de gener de 1886. Respecte el lloc de naixença, moltes publicacions americanes de l'època el situen a Estocolm però altres fonts el situen a Gotemburg o a Kolbäck. Va estudiar en escoles públiques i després va continuar els seus estudis a la universitat d'Uppsala. Durant un cert temps escrigué al diari suec "Stockholms Dagblad". Poc després, va emigrar a Rússia on va actuar com a corresponsal periodístic. Posteriorment es va desplaçar a Alemanya per estudiar pintura i música. En retornar, va seguir els passos dels seus pares actuant en el Folk Theater i en el Royal Dramatic Theater d'Estocolm.
Entre el 1899 i el 1903 va emigrar als Estats Units on inicialment inicià una carrera com a pintor. Poc després va començar a produir pel·lícules pel seu compte a Nova York sota el nom de "The Washington Film Company". El 1912 va ser contractat pels estudis Éclair a Fort Lee. Allà hi va romandre durant tres anys fent d'actor, guionista i director de moltes pel·lícules. La primera pel·lícula de la que es té notícia és “The Wager” (1912). El 1914, després de l'incendi dels estudis d'Éclair va ser contractat per la World Film Company amb la que va tenir un gran èxit amb la pel·lícula “When Broadway Was a Trail” (1914), escrita dirigida i interpretada per ell mateix. Tant dins d'Éclair com després a World va rodar bona part de les pel·lícules interpretades per Barbara Tennant (43 pel·lícules junts fent de director però també donant la rèplica com a actor), amb qui algunes font apunten que es va casar.
Amb la World també va rodar altres pel·lícules d'èxit com “M’Liss” però a la primavera del 1915 es va passar als estudis de la Universal i el gener de 1916 ja treballava per a la Metro. Més tard, al setembre d'aquell any es va passar a Thanhouser on només va rodar una pel·lícula: “Her New York”, després la Crystal Photoplays Corp. i pel novembre de 1917, la Fox i a finals del 1918 tornava a treballar per la Universal.
A partir de 1919 quasi no roda cap més pel·lícula. El 1920 va marxar a Suècia per tal d'arreglar papers de l'herència del seu pare i tornant als Estats Units ja només dirigiria una pel·lícula més: “For Woman's Favor” (1924). L'any 1933 va tornar definitivament al seu país on encara el 1934 va rodar una pel·lícula: “Kärlek och dynamit” (Amor i dinamita). Va morir el 2 de maig de 1963 a Estocolm.

## Filmografia
Entre parentesi s'indica el seu rol en la pel·lícula (D= director; A= actor; G= guionista)

### 1912
- The Wager (D)

### 1913
- The Return of Lady Linda (D, G)
- The Little Mother of Black Pine Trail (D)
- The Love Chase (D)
- The Trail of the Silver Fox (D, G, A)
- The Telegraph Operators (D, G)
- The Great Unknown (D, G)
- The Stronger (D)
- The Superior Law (D, G)
- The Law of the Wild(D, G)
- The Sons of a Soldier (D)
- A Wise Judge (D)
- The Key (D)
- The Faith Healer (D, G)
- When Light Came Back (D)
- The Witch (D)
- The Trail of the Hanging Rock (D, G)
- The Greater Call (D, G, A)
- The Honor of Lady Beaumont (D, G)
- The Thirst for Gold (D)
- The Beaten Path (D, G, A)
- Jacques the Wolf (D, G, A)
- From the Beyond (D, G, A)
- Cynthy (D, G, A)
- Lady Babbie (D, G, A)
- Partners (D, G, A)
- When Pierrot Met Pierrette (D, G, A)
- The Highwayman’s Shoes (D, A)

### 1914
- The First Nugget (D, G, A)
- At the Crossing (D, G, A)
- Into the Wilderness (D, G, A)
- The Devil Fox of the North (D, A)
- When God Wills (D, G, A)
- Adrift (D, A)
- The Price (D, G, A)
- His Servant (D, G, A)
- Suzanne (D, G, A)
- His Daughter (D, G, A)
- The Link in the Chain (D, G, A)
- Snowdrift (D, G, A)
- Allah 3311 (D, G, A)
- Firelight (D, G, A)
- The Dollar Mark (D)
- Adventures in Diplomacy (D)
- For the Mastery of the World (D)
- When Broadway Was a Trail (D, A)
- The Marked Woman (D, A)

### 1915
- M’Liss (D, A)
- The Butterfly (D, G, A)
- Just Jim (D, G)

### 1916
- The Price of Malice (D)
- Autumn (D, G)
- Dorian's Divorce (D, G)

### 1917
- Her New York (D)
- The Painted Madonna (D G)
- Mother Love and the Law (G, A)
- The Trail of the Shadow (G)

### 1918
- A Heart's Revenge (D, G)
- The Debt of Honor (D, G)
- Peg of the Pirates (D, G)
- Together (D, G)
- Pals First (G)

### 1919
- The Nature Girl (D, G)

### A partir de 1920
- For Woman's Favor (1924) (D)
- Strings of Steel (1926) (G)
- Kärlek och dynamit (1934) (D, G)